# Winter World University Games 2025/Teilnehmer (Slowenien)
| Gelbes Symbol für Goldmedaillen mit stilisierten Olympischen Ringen | Graues Symbol für Silbermedaillen mit stilisierten Olympischen Ringen | Braundes Symbol für Bronzemedaillen mit stilisierten Olympischen Ringen |
| ------------------------------------------------------------------- | --------------------------------------------------------------------- | ----------------------------------------------------------------------- |
| 4                                                                   | 1                                                                     | 1                                                                       |

Slowenien nahm mit 18 Athleten (9 pro Geschlecht) an den Winter World University Games 2025 in Turin teil.

## Medaillen

### Medaillenspiegel
| Rang   | Sportart         | Gold | Silber | Bronze | Gesamt |
| ------ | ---------------- | ---- | ------ | ------ | ------ |
| 1      | Snowboard        | 2    | —      | —      | 2      |
| 2      | Para Ski Alpin   | 1    | 1      | —      | 2      |
| 3      | Freestyle-Skiing | 1    | —      | 1      | 2      |
| Gesamt | Gesamt           | 4    | 1      | 1      | 6      |

### Medaillengewinner
| Name/n              | Sportart         | Wettkampf              |
| ------------------- | ---------------- | ---------------------- |
| Gold                |                  |                        |
| Tinkara Tanja Valcl | Snowboard        | Slopestyle             |
| Tinkara Tanja Valcl | Snowboard        | Big Air                |
| Klemen Vidmar       | Freestyle-Skiing | Big Air                |
| Jernej Slivnik      | Para Ski Alpin   | Riesenslalom (Sitzend) |
| Silber              |                  |                        |
| Jernej Slivnik      | Para Ski Alpin   | Super-G (Sitzend)      |
| Bronze              |                  |                        |
| Klemen Vidmar       | Freestyle-Skiing | Slopestyle             |

## Teilnehmer nach Sportarten

### Eiskunstlauf
| Athleten    | Wettbewerbe | Kurzprogramm/ Rhythmustanz | Kurzprogramm/ Rhythmustanz | Kür    | Kür  | Gesamt | Gesamt |
| Athleten    | Wettbewerbe | Punkte                     | Rang                       | Punkte | Rang | Punkte | Rang   |
| ----------- | ----------- | -------------------------- | -------------------------- | ------ | ---- | ------ | ------ |
| Männer      |             |                            |                            |        |      |        |        |
| David Sedej | Einzel      | 61,85                      | 18                         | 113,89 | 19   | 175,74 | 18     |

### Freestyle-Skiing
| Athleten      | Wettbewerbe | Qualifikation | Qualifikation | Finale | Finale | Rang   |
| Athleten      | Wettbewerbe | Punkte        | Rang          | Punkte | Rang   | Rang   |
| ------------- | ----------- | ------------- | ------------- | ------ | ------ | ------ |
| Männer        |             |               |               |        |        |        |
| Klemen Vidmar | Big Air     | 87,75         | 2             | 88,75  | 1      | Gold   |
| Klemen Vidmar | Slopestyle  | 78,75         | 4             | 81,25  | 3      | Bronze |

### Para Ski Alpin
| Athleten       | Wettbewerbe            | 1. Lauf     | 1. Lauf | 2. Lauf     | 2. Lauf | Gesamt      | Gesamt |
| Athleten       | Wettbewerbe            | Zeit        | Rang    | Zeit        | Rang    | Zeit        | Rang   |
| -------------- | ---------------------- | ----------- | ------- | ----------- | ------- | ----------- | ------ |
| Männer         |                        |             |         |             |         |             |        |
| Jernej Slivnik | Super-G (Sitzend)      | —           | —       | —           | —       | 1:15,01 min | Silber |
| Jernej Slivnik | Riesenslalom (Sitzend) | 1:11,44 min | 1       | 1:12,57 min | 2       | 2:24,01 min | Gold   |

### Para Skilanglauf
| Athleten     | Wettbewerbe                     | Qualifikation | Qualifikation | Gesamt     | Gesamt |
| Athleten     | Wettbewerbe                     | Zeit          | Rang          | Zeit       | Rang   |
| ------------ | ------------------------------- | ------------- | ------------- | ---------- | ------ |
| Frauen       |                                 |               |               |            |        |
| Tabea Dolžan | 1 km Sprint klassisch (Stehend) | 5:51,98 min   | 4             | 6:24,6 min | 4      |

### Shorttrack
| Athleten | Wettbewerbe | Qualifikation | Qualifikation | Vorlauf       | Vorlauf       | Viertelfinale | Viertelfinale | Halbfinale    | Halbfinale    | Finale        | Finale        | Rang |
| Athleten | Wettbewerbe | Zeit          | Rang          | Zeit          | Rang          | Zeit          | Rang          | Zeit          | Rang          | Zeit          | Rang          | Rang |
| -------- | ----------- | ------------- | ------------- | ------------- | ------------- | ------------- | ------------- | ------------- | ------------- | ------------- | ------------- | ---- |
| Männer   |             |               |               |               |               |               |               |               |               |               |               |      |
| Vid Gal  | 500 m       | 46,900 s      | 5             | ausgeschieden | ausgeschieden | ausgeschieden | ausgeschieden | ausgeschieden | ausgeschieden | ausgeschieden | ausgeschieden | 43   |
| Vid Gal  | 1000 m      | 1:37,378 min  | 5             | ausgeschieden | ausgeschieden | ausgeschieden | ausgeschieden | ausgeschieden | ausgeschieden | ausgeschieden | ausgeschieden | 41   |
| Vid Gal  | 1500 m      | —             | —             | —             | —             | 2:35,666 min  | 7             | ausgeschieden | ausgeschieden | ausgeschieden | ausgeschieden | 43   |

### Ski Alpin
| Athleten            | Wettbewerbe  | 1. Lauf     | 1. Lauf | 2. Lauf     | 2. Lauf | Gesamt      | Gesamt |
| Athleten            | Wettbewerbe  | Zeit        | Rang    | Zeit        | Rang    | Zeit        | Rang   |
| ------------------- | ------------ | ----------- | ------- | ----------- | ------- | ----------- | ------ |
| Frauen              |              |             |         |             |         |             |        |
| Urša Poženel Vilhar | Riesenslalom | 1:11,84 min | 57      | 1:11,06 min | 48      | 2:22,90 min | 48     |
| Urša Poženel Vilhar | Slalom       | 45,70 s     | 45      | 44,48 s     | 41      | 1:30,18 min | 42     |
| Špela Kocjančič     | Riesenslalom | DNF         | DNF     | DNF         | DNF     | DNF         | DNF    |
| Špela Kocjančič     | Slalom       | 49,67 s     | 51      | 47,78 s     | 46      | 1:37,45 min | 47     |
| Evita Kavšek        | Riesenslalom | 1:13,86 min | 62      | 1:11,42 min | 51      | 2:25,28 min | 53     |
| Evita Kavšek        | Slalom       | 47,10 s     | 48      | 44,54 s     | 42      | 1:31,64 min | 44     |
| Žana Tancer         | Riesenslalom | 1:19,88 min | 70      | 1:17,20 min | 56      | 2:37,08 min | 58     |
| Žana Tancer         | Slalom       | DNF         | DNF     | DNF         | DNF     | DNF         | DNF    |
| Sara Punčec         | Riesenslalom | 1:13,25 min | 61      | 1:11,08 min | 49      | 2:24,33 min | 51     |
| Sara Punčec         | Slalom       | DNF         | DNF     | DNF         | DNF     | DNF         | DNF    |
| Männer              |              |             |         |             |         |             |        |
| Tim Tršan           | Riesenslalom | 1:07,67 min | 66      | 1:08,40 min | 60      | 2:16,07 min | 58     |
| Tim Tršan           | Slalom       | 47,66 s     | 50      | 42,90 s     | 32      | 1:30,56 min | 36     |
| Filip Zupančič      | Riesenslalom | 1:10,92 min | 80      | DNF         | DNF     | DNF         | DNF    |
| Filip Zupančič      | Slalom       | DNF         | DNF     | DNF         | DNF     | DNF         | DNF    |

| Athleten                                          | Wettbewerbe | Achtelfinale | Achtelfinale | Viertelfinale | Viertelfinale | Halbfinale    | Halbfinale    | Finale        | Finale        | Rang |
| Athleten                                          | Wettbewerbe | Gegner       | Punkte       | Gegner        | Punkte        | Gegner        | Punkte        | Gegner        | Punkte        | Rang |
| ------------------------------------------------- | ----------- | ------------ | ------------ | ------------- | ------------- | ------------- | ------------- | ------------- | ------------- | ---- |
| Mixed                                             |             |              |              |               |               |               |               |               |               |      |
| Evita Kavšek Filip Zupančič Sara Punčec Tim Tršan | Mannschaft  | Frankreich   | 0:4          | ausgeschieden | ausgeschieden | ausgeschieden | ausgeschieden | ausgeschieden | ausgeschieden | 9    |

### Skilanglauf
| Athleten       | Wettbewerbe                 | Zeit        | Rang |
| -------------- | --------------------------- | ----------- | ---- |
| Frauen         |                             |             |      |
| Vita Prezelj   | 10 km Freistil              | DNF         | DNF  |
| Zala Šepič     | 10 km Freistil              | 35:03,9 min | 61   |
| Männer         |                             |             |      |
| Mark Gavrič    | 10 km Freistil              | 26:33,7 min | 52   |
| Mark Gavrič    | 20 km Massenstart klassisch | 1:06:29,4 h | 53   |
| Matevž Marinko | 10 km Freistil              | 27:26,5 min | 72   |

| Athleten                    | Wettbewerbe         | Qualifikation | Qualifikation | Viertelfinale | Viertelfinale | Halbfinale    | Halbfinale    | Finale        | Finale        | Rang |
| Athleten                    | Wettbewerbe         | Zeit          | Rang          | Zeit          | Rang          | Zeit          | Rang          | Zeit          | Rang          | Rang |
| --------------------------- | ------------------- | ------------- | ------------- | ------------- | ------------- | ------------- | ------------- | ------------- | ------------- | ---- |
| Frauen                      |                     |               |               |               |               |               |               |               |               |      |
| Vita Prezelj                | Sprint klassisch    | 4:22,56 min   | 63            | ausgeschieden | ausgeschieden | ausgeschieden | ausgeschieden | ausgeschieden | ausgeschieden | 63   |
| Zala Šepič                  | Sprint klassisch    | 4:17,91 min   | 57            | ausgeschieden | ausgeschieden | ausgeschieden | ausgeschieden | ausgeschieden | ausgeschieden | 57   |
| Männer                      |                     |               |               |               |               |               |               |               |               |      |
| Mark Gavrič                 | Sprint klassisch    | 3:20,44 min   | 62            | ausgeschieden | ausgeschieden | ausgeschieden | ausgeschieden | ausgeschieden | ausgeschieden | 58   |
| Mixed                       |                     |               |               |               |               |               |               |               |               |      |
| Zala Šepič Mark Gavrič      | Teamsprint Freistil | 8:51,81 min   | 35            | —             | —             | —             | —             | ausgeschieden | ausgeschieden | 35   |
| Vita Prezelj Matevž Marinko | Teamsprint Freistil | 9:07,86 min   | 37            | —             | —             | —             | —             | ausgeschieden | ausgeschieden | 37   |

### Snowboard
| Athleten            | Wettbewerbe | Qualifikation | Qualifikation | Finale        | Finale        | Rang |
| Athleten            | Wettbewerbe | Punkte        | Rang          | Punkte        | Rang          | Rang |
| ------------------- | ----------- | ------------- | ------------- | ------------- | ------------- | ---- |
| Frauen              |             |               |               |               |               |      |
| Tinkara Tanja Valcl | Big Air     | 82,00         | 2             | 89,50         | 1             | Gold |
| Tinkara Tanja Valcl | Slopestyle  | 75,25         | 1             | 94,25         | 1             | Gold |
| Männer              |             |               |               |               |               |      |
| Ožbe Kuhar          | Big Air     | 33,75         | 16            | ausgeschieden | ausgeschieden | 16   |
| Ožbe Kuhar          | Slopestyle  | 54,25         | 13            | ausgeschieden | ausgeschieden | 13   |